# Helfried Strauß
Helfried Strauß (* 24. April 1943 in Plauen) ist ein deutscher Fotograf und war Hochschullehrer.

## Leben und Werk
Strauß absolvierte 1962/1963 eine Lehre als Gärtner. Von 1963 bis 1965 studierte er in Halle (Saale) am Konservatorium und von 1967 bis 1972 Fotografik an der Hochschule für Grafik und Buchkunst Leipzig (HGBK). Danach war er bis 1976 Bildreporter bei der Berliner Zeitschrift Freie Welt. Von 1976 bis 1979 machte Strauß an der HGBK ein Zusatzstudium. Ab 1978 war er an der HGBK Lehrbeauftragter und von 1993 bis zur Emeritierung 2008 Professur für künstlerische Fotografie.
Fotografien Srauß' waren seit den 1980er Jahren in zahlreichen Ausstellungen zu sehen und wurden in mehreren Bildbänden veröffentlicht.

## Ausstellungen (unvollständig)

### Teilnahme an zentralen und wichtigen regionalen Ausstellungen in der DDR
- 1982: Leipzig, Museum der Bildenden Künste („Selbstbildnisse Leipziger Künstler“)
- 1982/1983 und 1987/1988: Dresden, IX. und X. Kunstausstellung der DDR
- 1984: Berlin, Altes Museum („Alltag und Epoche. Werke bildender Kunst der DDR aus fünfunddreißig Jahren“)
- 1985: Leipzig, Bezirkskunstausstellung
- 1985: Berlin, Nationalgalerie („Auf gemeinsamen Wegen“. Kunstausstellung zum 40. Jahrestag der Befreiung.)

### Einzel- und Gruppenausstellungen seit der deutschen Wiedervereinigung
- Museum für Photographie, Braunschweig 1991
- Goethe-Institut Hanoi, 2000
- Leipziger Literaturleben zweier Jahrzehnte. Fotografien 1970-90, 2003
- Utopie und Wirklichkeit – Ostdeutsche Fotografie 1956-1989, Willy-Brandt-Haus, Berlin 2005
- CAXAP / Zucker, Aspekte Galerie der MVHS, München 2006
- Grand Ouvert, Filipp Rosbach Galerie, Leipzig 2006
- PHOTOGRAPHY #1, Filipp Rosbach Galerie, Leipzig 2007
- Vom Bildermachen in Leipzig, Galerie der HGB, Leipzig 2008
- 60/40/20 Leipziger Kunst seit 1949, Museum der bildenden Künste, Leipzig, 2010
- Die andere Leipziger Schule – Fotografie in der DDR, Kunsthalle Erfurt, 2010
- Sanssouci: Skulptur im Park, Galerie Mutter Fourage, Berlin 2010
- Südliche Götter in nördlichen Gärten, Anhaltische Gemäldegalerie, Dessau 2011

## Publikationen (Auswahl)
- In Moskau. F.A. Brockhaus Verlag, Leipzig 1975.
- Überflüssige Menschen. Fotografien und Gedichte aus der Zeit der großen Krise  (Hg. des Bildteils vom Fotografen Walter Ballhause) Philipp Reclam jun., Leipzig 1981.
- Die Fähre. Insel-Verlag, Frankfurt am Main und Leipzig 1991, ISBN 3-458-16182-1.
- Die Mühle in Brehna. Insel-Verlag, Frankfurt am Main und Leipzig 1992, ISBN 3-458-16346-8.
- Fotografien. (Katalog) Saarländisches Künstlerhaus Saarbrücken 1999, ISBN 3-932294-42-4.
- CAXAP / Zucker. Zwölf Tage in Odessa. (Katalog) Deutscher Kunstverlag München u. a. 2005, ISBN 3-422-06600-4.
- Weltnest. Literarisches Leben in Leipzig 1970 – 1990. Mitteldeutscher Verlag, Halle/S. 2007, ISBN 3-89812-508-4.
- Sanssouci. Skulptur im Park. Mitteldeutscher Verlag, Halle/S. 2010, ISBN 978-3-89812-720-2.